# یواس‌اس اسکاتر (ای‌ام-۳۸۱)
یواس‌اس اسکاتر (ای‌ام-۳۸۱) (به انگلیسی: USS Scoter (AM-381)) یک کشتی بود که طول آن ۲۲۱ فوت ۳ اینچ (۶۷٫۴۴ متر) بود. این کشتی در سال ۱۹۴۴ ساخته شد.